# Iodosobenzol
Iodosobenzol ist eine chemische Verbindung und ein Polymer.

## Gewinnung und Darstellung
Iodosobenzol kann durch basische Hydrolyse von Iodbenzoldichlorid oder von Diacetoxyiodbenzol gewonnen werden. Es kann auch durch Oxidation von Iodbenzol mit Ozon synthetisiert werden.

## Eigenschaften

### Physikalische Eigenschaften
Man ging lange Zeit davon aus, Iodosobenzol sei amorph. Wegeberg et al. fanden jedoch 2016 ein monoklines Kristallsystem mit der Raumgruppe P21/c. Die Gitterparameter bestimmten sie zu a=14,306(4) Å, b=5,868(1) Å, c=7,407(4) Å, α=90 °, β=101,04(3) °C, γ=90 °C. Die Autoren erklärten mit der doppelschichtigen Kristallstruktur die schlechte Löslichkeit in den meisten Lösungsmitteln. Die Iod–Sauerstoff-Bindung ist im Gegensatz zu vielen früher gezeigten Elektronenformeln eine σ-Bindung, keine π-Bindung. Zudem geht man nach theoretischen Betrachtungen davon aus, dass im Monomer dementsprechend eine zwitterionische Iod–Sauerstoff-Bindung vorliegt, was der Oktettregel entspräche. Dass üblicherweise jedoch eine polymere Form mit Iod-Sauerstoff-Ketten vorliegt, schlossen Hans Siebert und Monika Handrich schon 1976 aus Schwingungsspektren. Dieser Schluss kam zum einen dadurch zustande, dass I–O-Valenzschwingungen im selben Bereich auftraten wie bei Diiodpentoxid, in welchem ebenfalls I–O-Einfachbindungen vorliegen und zum anderen dadurch, dass nicht eine einzelne derartige I–O-Valenzschwingung, sondern zwei verschiedene beobachtet wurden. Die entsprechenden Banden liegen im Bereich 400–500 cm−1.

### Chemische Eigenschaften
Alkohole sind imstande das Iodosobenzol langsam zu Iodbenzol zu reduzieren. Dabei oxidieren die Alkohole selbst zu Aldehyden. Bei Erwärmen disproportioniert es zu Iodylbenzol und Iodbenzol. Diese Mischung explodiert heftig bei 210 °C. Ameisensäure wird von Iodosobenzol zu Kohlenstoffdioxid oxidiert. Es reagiert außerdem heftig mit Anilin. Bei Glycalen führt Iodosobenzol in saurer, wasserfreien Umgebung zu Ringverengung.

## Verwendung
Iodosobenzol wird in chemischen Synthesen als Sauerstoff-Transfer-Reagenz verwendet. Typisch ist die Erzeugung von Nitriloxiden aus Aldoximen mittels diesen Reagenzes.